# Ріхард Вендлер
Ріхард Ве́ндлер (нім. Richard Wendler; 22 січня 1898, Тайзендорф, Баварія — 24 серпня 1972, Прін-ам-Кімзе) — німецький юрист, діяч НСДАП та СС, із серпня 1941 Группенфюрер СС і генерал-лейтенант поліції.

## Життєпис
З липня 1928 — член НСДАП, (квиток № 93 116). 1 квітня 1933 вступив до СС під номером— 36 050.
Висококваліфікований юрист. Доктор права. До Другої світової війни був старшим бургомістром баварського міста Гоф (1933—1941).
19 вересня 1939 призначений штадткомісаром (нем. Stadtkommissar) м. Ченстохова у Польщі. Перебуваючи на цій посаді вирішив організувати єврейське гетто. 
14 вересня 1939 — 6 червня 1940 — штадткомісар м. Кельці.
Червень 1940 — 4 серпня 1941 — штадткомісар м. Радом.
31 січня 1942 — 26 травня 1942 виконував обов’язки губернатора Кракова.
27 травня 1943 — 22 липня 1944 — губернатор Дистрикту Люблин. Брав участь у створенні концтабору Майданек.
Після війни був затриманий і допитаний, однак судом не переслідувався. Мешкав у Мюнхені, займався адвокатською діяльністю. 
Помер у 1972 році.

## Нагороди
- Почесний хрест ветерана війни з мечами
- Золотий партійний знак НСДАП
- Кільце «Мертва голова»
- Почесний кут старих бійців
- Хрест Воєнних заслуг 2-го класу з мечами